# Lovisa Lindh
Lovisa Tora Yvonne Lindh (* 9. Juli 1991 in Kungälv) ist eine schwedische Leichtathletin, die im Mittelstreckenlauf antritt und sich auf die 800-Meter-Distanz spezialisiert hat.

## Sportliche Laufbahn
Erste internationale Erfahrungen sammelte Lovisa Lindh im Jahr 2009, als sie bei den Junioreneuropameisterschaften in Novi Sad, bei denen sie im 800-Meter-Lauf mit 2:07,57 min in der ersten Runde ausschied. Auch bei den Juniorenweltmeisterschaften im darauffolgenden Jahr schied sie mit 2:10,51 min im Vorlauf aus und 2013 belegte sie dann bei den U23-Europameisterschaften in Tampere in 2:08,99 min den siebten Platz. 2014 gelangte sie bei den Europameisterschaften in Zürich bis ins Halbfinale und schied dort mit 2:02,60 min aus. 2016 schied sie bei den Hallenweltmeisterschaften in Portland mit 2:03,44 min in der Vorrunde aus und im Sommer gewann sie bei den Europameisterschaften in Amsterdam in 2:00,37 min die Bronzemedaille hinter der Ukrainerin Natalija Pryschtschepa und Rénelle Lamote aus Frankreich. Anschließend nahm sie an den Olympischen Spielen in Rio de Janeiro teil und gelangte dort bis in das Halbfinale, in dem sie mit 1:59,41 min ausschied. 
Bei den Halleneuropameisterschaften 2017 in Belgrad stellte Lindh im Finale über 800 Meter mit 2:01,37 min eine neue Bestleistung auf und verpasste damit als Vierte knapp eine Medaille. Anfang Juli verbesserte sie bei der Athletissima in Lausanne den Landesrekord auf 1:58,77 min und verbesserte damit die Bestmarke von Abeba Aregawi aus dem Jahr 2013 um mehr als eine Sekunde. Sie qualifizierte sich damit auch für die Weltmeisterschaften in London, verzichtete dort aber kurzfristig auf einen Start. Im Jahr darauf gelangte sie bei den Europameisterschaften in Berlin bis in das Finale und wurde dort mit 2:02,36 min Neunte. 2019 schied sie bei den Halleneuropameisterschaften in Glasgow mit 2:04,54 min im Halbfinale aus und Ende September kam sie bei den Weltmeisterschaften in Doha mit 2:03,72 min nicht über die erste Runde hinaus. Anfang Dezember erreichte sie bei den Crosslauf-Europameisterschaften in Lissabon nach 18:45 min den achten Platz mit der Mixed-Staffel. 2021 erreichte sie bei den Halleneuropameisterschaften in Toruń erneut das Halbfinale, in dem sie mit 2:04,12 min ausschied.
In den Jahren 2012, 2016 und 2020 wurde Lindh schwedische Meisterin im 800-Meter-Lauf im Freien sowie 2009, 2013, 2017, 2019 und 2021 auch in der Halle.

## Persönliche Bestleistungen
- 800 Meter: 1:58,77 min, 6. Juli 2017 in Lausanne (schwedischer Rekord)
  - 800 Meter (Halle): 2:01,37 min, 5. März 2017 in Belgrad
- 1000 Meter: 2:35,14 min, 11. Juli 2017 in Göteborg (schwedischer Rekord)
- 1500 Meter: 4:09,03 min, 10. Juni 2017 in Florø
  - 1500 Meter (Halle): 4:26,15 min, 26. Februar 2012 in Bollnäs